# 루블리니에츠군

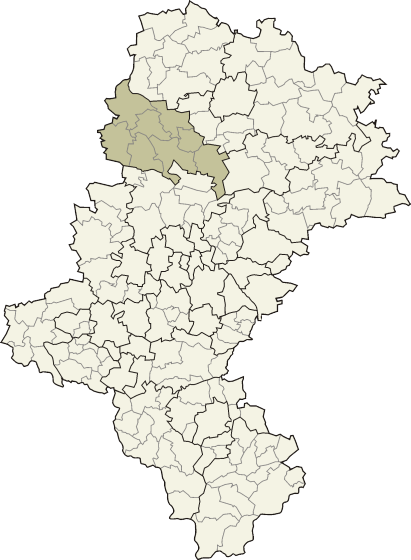
실롱스크주 지도에 표시된 루블리니에츠군의 위치

루블리니에츠군(폴란드어: powiat lubliniecki)은 폴란드 실롱스크주에 위치한 군으로 군청 소재지는 루블리니에츠이며 면적은 822.13km2, 인구는 76,470명(2019년 6월 30일 기준), 인구 밀도는 93명/km2이다.
북동쪽으로는 크워부츠크군, 동쪽으로는 쳉스토호바군, 미슈쿠프군, 남쪽으로는 타르노프스키에구리군, 남서쪽으로는 오폴레주 스트셸체군, 북서쪽으로는 오폴레주 올레스노군과 접한다. 8개 지방 자치체(1개 도시, 1개 도시형 농촌, 6개 농촌)를 관할한다.

군 문장